# Notisis fragilis
Notisis fragilis is een zachte koraalsoort uit de familie Isididae. De koraalsoort komt uit het geslacht Notisis. Notisis fragilis werd in 1913 voor het eerst wetenschappelijk beschreven door Gravier. 